# Andrei Sergejewitsch Sytschow
Andrei Sergejewitsch Sytschow (russisch Андре́й Сергеевич Сычёв; * 24. November 1986 in Krasnoturjinsk in der Oblast Swerdlowsk) ist ein ehemaliger russischer Soldat. Sytschow erlitt Anfang Januar 2006 während seines Militärdienstes infolge von Misshandlungen durch militärische Vorgesetzte schwerste Verletzungen. Sein Fall führte in Russland zu einer öffentlichen Debatte über die systematischen Rekrutenquälereien in der russischen Armee, die sogenannte Dedowschtschina.

## Leben
Andrei Sytschow wuchs in Woronzowka, einem Ortsteil der Stadt Krasnoturjinsk im Ural auf. Sein Vater starb, als Andrei 14 Jahre alt war. Sytschow absolvierte zunächst eine Ausbildung zum Autoschlosser und wurde mit 18 Jahren zum Militärdienst einberufen. Nach seiner Grundausbildung wurde er zu einer Panzereinheit nach Bischkil in die Nähe von Tscheljabinsk versetzt.

## Tathergang
Nach den Angaben in der Anklageschrift wurde Sytschow am 1. Januar 2006 gegen 3 Uhr morgens von mehreren unter Alkoholeinfluss stehenden Unteroffizieren aus seinem Bett geholt und anschließend gezwungen, mehr als drei Stunden lang, an einen Stuhl gefesselt, in einer Hockstellung und nur auf die Zehenspitzen gestützt zu verbleiben. Mehrfach wurde er auch geschlagen.
In einigen Medien ist auch von einer Vergewaltigung Sytschows während dieser Misshandlungen die Rede. Von Seiten der Anklage wurde dieser Vorwurf allerdings nicht erhoben, und Sytschow und seine Angehörigen haben diesen Angaben auch widersprochen.
Obwohl er bereits unmittelbar nach den Misshandlungen über starke Schmerzen klagte, wurde Sytschow erst am 4. Januar 2006 in lebensbedrohlichem Zustand in ein Krankenhaus in Tscheljabinsk gebracht. Es wurde bei ihm eine Nekrose des linken Beines infolge mangelnder Durchblutung sowie eine beginnende Nekrose der Genitalien und des rechten Beines festgestellt. In den folgenden Tagen mussten Sytschow beide Beine sowie die Genitalien und das erste Glied des rechten Ringfingers amputiert werden. Erst nach etwa vierzehn Tagen gab er gegenüber seinen behandelnden Ärzten an, von Vorgesetzten geschlagen worden zu sein. Nachdem die Militärstaatsanwaltschaft Ermittlungen aufgenommen hatte und russische Medien über den Fall berichtet hatten, wurde Sytschow in das Burdenko-Militärkrankenhaus nach Moskau verlegt.

## Anklageerhebung und Prozess
Gegen zwölf ehemalige Vorgesetzte wurde in der Folge Anklage erhoben. Mehreren Presseberichten zufolge wurde den Angehörigen Sytschows von unbekannter Seite Geld angeboten, wenn er seine belastenden Aussagen widerriefe. Im Rahmen der Strafuntersuchung erklärten Ärzte des Burdenko-Militärkrankenhauses, dass Sytschow sich mehrere Monate vor dem Vorfall eine Blutvergiftung zugezogen haben könnte, dass er an einer nicht erkannten Erbkrankheit leide, welche die Entstehung der Nekrosen begünstigt habe und dass die medizinische Behandlung von Sytschow in Tscheljabinsk unprofessionell gewesen sei.
Obwohl viele Zeugen ihre Aussagen aus den Voruntersuchungen während des Prozesses widerriefen, stützte sich das Garnisonsgericht in Tscheljabinsk in seinem Urteil dennoch auf diese Aussagen. Am 26. September 2006 verurteilte das Gericht den Hauptangeklagten Alexander Siwjakow zu vier Jahren Haft und erkannte ihm für drei Jahre den Dienstgrad als Unteroffizier ab. Zwei weitere Angeklagte, die Soldaten Kusmenko und Bilimowitsch, erhielten Freiheitsstrafen von anderthalb Jahren auf Bewährung.

## Auswirkungen
In Russland kam es als Folge der Berichterstattung über den Fall zu einer öffentlichen Debatte über die Dedowschtschina. Der damalige Verteidigungsminister Sergei Iwanow, der zu dieser Zeit als einer der Hauptanwärter auf die Nachfolge des damaligen Präsidenten Wladimir Putin galt, stand in der öffentlichen Kritik. Vor den Wahlen zum russischen Parlament im Jahr 2007 wurde zeitweise über eine Nominierung Sytschows als Kandidat für die damals noch existierende Partei Union der rechten Kräfte spekuliert, wozu es allerdings nicht kam.
Im Jahr 2010 erreichte Sytschow – Medienberichten zufolge –, dass am Eingang des Gebäudes der Staatsanwaltschaft in Jekaterinburg rollstuhlgängige Rampen angebracht werden müssen.